# Feestdagen in België

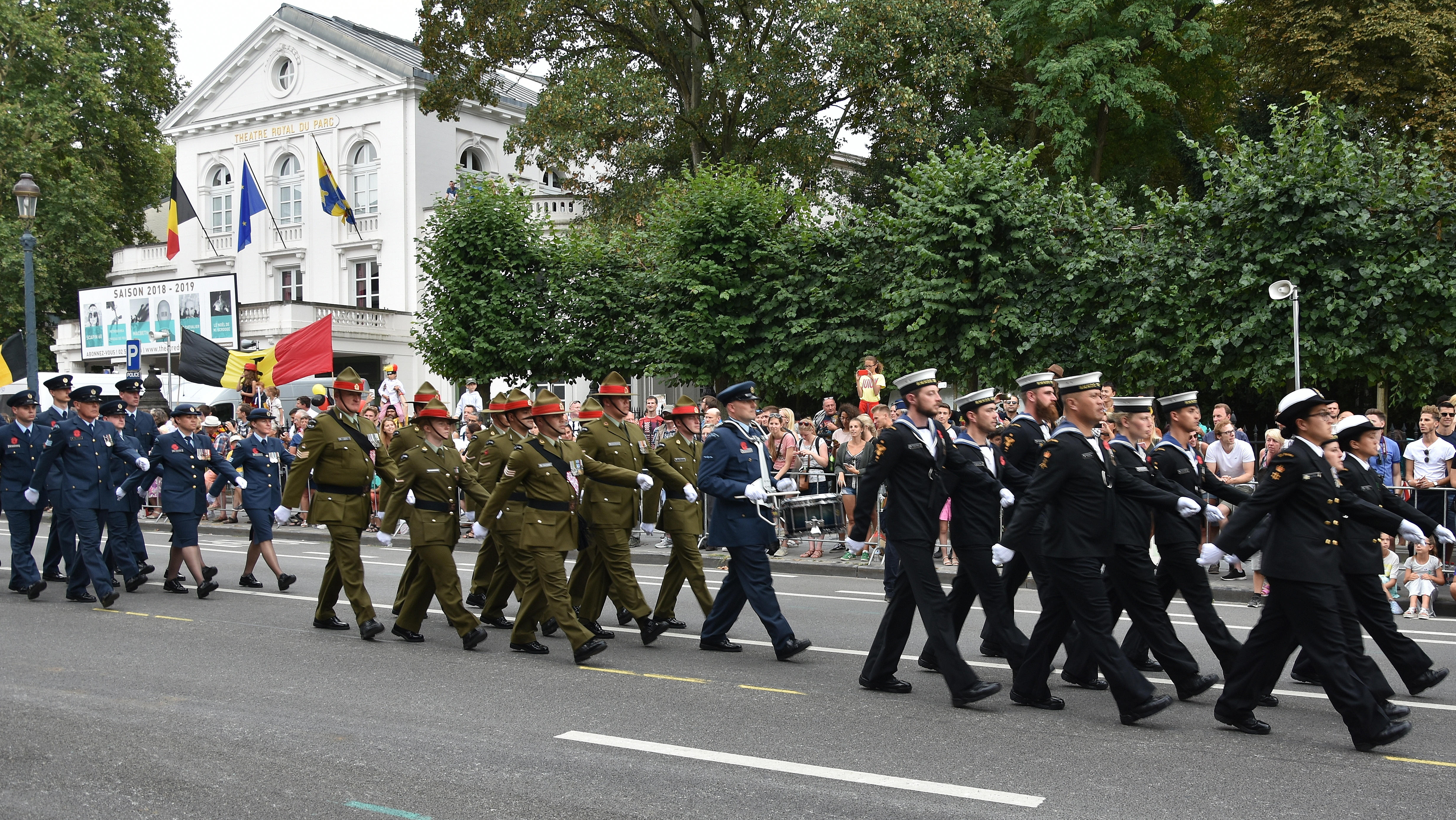
Parade tijdens de nationale feestdag van België in 2018.

Er zijn tien wettelijke feestdagen in België. Dit zijn dagen die, als ze niet in het weekend vallen, toch een algemene verlofdag zijn:
1. Nieuwjaar, 1 januari
2. Paasmaandag, de dag na Pasen (dat op zijn beurt valt op de eerste zondag na de eerste volle maan in de lente)
3. Dag van de Arbeid, 1 mei
4. Onze-Lieve-Heer-Hemelvaart, 39 dagen na Pasen
5. Pinkstermaandag, de dag na Pinksteren (dat op zijn beurt 49 dagen na Pasen valt)
6. Nationale feestdag van België, 21 juli
7. Onze-Lieve-Vrouw-Tenhemelopneming, 15 augustus
8. Allerheiligen, 1 november
9. Wapenstilstand, 11 november
10. Kerstmis, 25 december

Deze lijst van tien wettelijke feestdagen is onveranderd gebleven sinds 1947.
Deze verlofdagen zijn voor ambtenaren eventueel uitgebreid met:
- Allerzielen, 2 november
- Koningsdag, 15 november
- Tweede kerstdag, 26 december
- Gemeenschapsfeestdag
  - Feestdag van Vlaanderen, 11 juli
  - Dag van de Franse Gemeenschap, 27 september
  - Dag van de Duitstalige Gemeenschap, 15 november

De regering-De Croo maakte in september 2020 in hun regeringsakkoord bekend dat de gemeenschappen de mogelijkheid zullen krijgen om van hun feestdag een algemene verlofdag te maken.
Daarnaast zijn feesten die algemeen in België/Vlaanderen gevierd worden:
- Driekoningen, 6 januari
- Lichtmis, 2 februari
- Valentijnsdag, 14 februari
- Carnaval, dag voor Aswoensdag
- Moederdag, 2e zondag in mei (Antwerpen op 15 augustus)
- Vaderdag, 2e zondag in juni (Antwerpen op 19 maart)
- Halloween, 31 oktober
- Sint-Maarten, enkele streken, 11 november
- Sinterklaas, 6 december
- Kerstavond, 24 december
- Oudejaarsavond, 31 december

Als een feestdag op een zondag valt, geven veel bedrijven een compensatiedag. Als een feestdag op een dinsdag of een donderdag valt, geven veel bedrijven en diensten ook een brugdag.
Hoewel dit geen wettelijke feestdagen zijn, krijgen federale ambtenaren een bijkomende feestdag op 22 juli-namiddag (dag na de nationale feestdag), 2 november (Allerzielen), 15 november (Koningsdag) en 26 december (tweede kerstdag).
Albanië ·
Andorra ·
Armenië ·
Azerbeidzjan ·
België ·
Bosnië en Herzegovina ·
Bulgarije ·
Cyprus ·
Denemarken ·
Duitsland ·
Estland  ·
Finland ·
Frankrijk ·
Georgië ·
Griekenland ·
Hongarije ·
Ierland ·
IJsland ·
Italië ·
Kazachstan ·
Kosovo ·
Kroatië ·
Letland ·
Liechtenstein ·
Litouwen ·
Luxemburg ·
Malta ·
Moldavië ·
Monaco ·
Montenegro ·
Nederland ·
Noord-Macedonië ·
Noorwegen ·
Oekraïne ·
Oostenrijk ·
Polen ·
Portugal ·
Roemenië ·
Rusland ·
San Marino ·
Servië ·
Slovenië ·
Slowakije ·
Spanje ·
Tsjechië ·
Turkije ·
Vaticaanstad ·
Verenigd Koninkrijk ·
Wit-Rusland ·
Zweden ·
Zwitserland